# Despolimerización

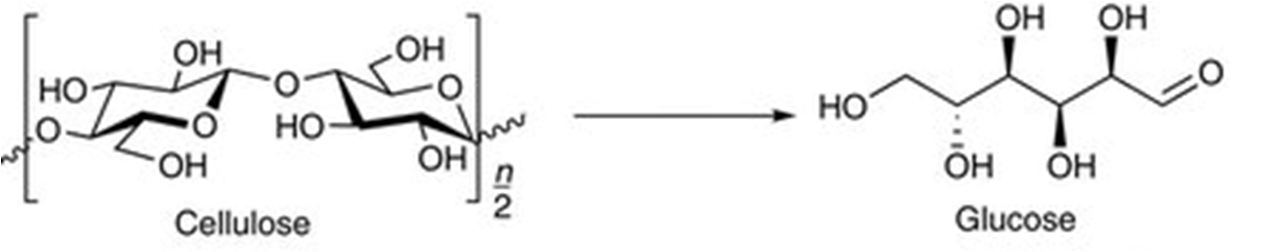
La estructura química del cambio de la Celulosa a Glucosa

La depolimerización o despolimerización es tanto la reacción contraria a la polimerización como un mecanismo alterno a una reversión, pero que disminuye el peso molecular de los polímeros.
El proceso de despolimerización más común es el iniciado por radicales libres, los cuales inician una reacción en cadena, la cual afecta gravemente al polímero en cuestión en todas sus propiedades. Comúnmente es iniciado este mecanismo por influencia de radiación ultravioleta.
Existen aditivos que ayudan a eliminar estos mecanismos de forma temporal, para incrementar la vida útil de los polímeros, sin embargo, no se puede eliminar por completo. Los defensores de la ecología del plástico suelen referirse a este tipo de procesos como la degradación más importante de un plástico, el cual ante exposición al sol termina por destruirse.
Cuando un polímero se utiliza para exteriores, donde es expuesto a la intemperie, es necesario tener en cuenta qué resistencia tiene el mismo, con o sin aditivos, para establecer si es adecuado o no para esta función. Una forma sencilla de observar que un polímero ha sido altamente degradado o despolimerizado es el amarillamiento en conjunto con agrietamiento de la pieza y una aparente resequedad.
- Datos: Q906487
- Multimedia: Depolymerization / Q906487